# Polyblastus kashmiricus
Polyblastus kashmiricus är en stekelart som beskrevs av Gupta 1985. Polyblastus kashmiricus ingår i släktet Polyblastus och familjen brokparasitsteklar. Inga underarter finns listade i Catalogue of Life.